# Fernie
Fernie è una città della Columbia Britannica, in Canada, situata nel distretto regionale di East Kootenay.